# Флаг Манстера
Флаг Манстера (англ. Flag of Munster) — символ провинции Манстер Ирландии.

## Описание
Флаг представляет собой три золотые короны (Ормонда, Десмонда и Томонда) на синем фоне. Три короны — распространённый символ в Средневековье, связанный с образом трёх мудрых королей из Евангелия от Матфея; в пору Ирландии как монархической страны флаг был её символом (до тех пор, пока короны не сменила арфа). В «Улиссе» Джеймса Джойса есть отсылка на «самый старый флаг, под которым только ходили на море, три короны на синем море, символизирующие трёх сыновей Миля».